# Capilla del Carmen (Córdoba)
Capilla del Carmen es una localidad argentina situada en el departamento Río Segundo, provincia de Córdoba.
La principal actividad económica es la agricultura, la ganadería y la producción lechera.
Las fiestas patronales se celebran anualmente el 16 de julio, la patrona es Nuestra Señora del Carmen.

## Población
Cuenta con 493 habitantes (Indec, 2022), lo que representa un incremento del 33% frente a los 328 habitantes (Indec, 2010) del censo anterior.
| Gráfica de evolución demográfica de Capilla del Carmen entre 1991 y 2010 |
|                                                                          |
| Fuente: Censos nacionales del INDEC                                      |